# Party Favor
〈Party Favor〉는 미국의 가수 빌리 아일리시의 노래로, 아일리시가 2017년 처음으로 발표한 익스텐디드 플레이(EP) 《Don't Smile at Me》에 수록되어 있다. 이후 2018년의 레코드 스토어 데이였던 4월 21일 다크룸과 인터스코프 레코드를 통하여 7인치 비닐 형식으로 EP의 일곱 번째이자 마지막 싱글로 드레이크 원곡의 노래 〈Hotline Bling〉의 커버 버전을 B사이드에 수록한 채로 발매하였다. 아일리시와 오빠인 피니어스 오코넬이 작사와 작곡을 공동으로 하였으며, 프로듀싱은 피니어스가 혼자서 작업하였다.
음악적으로는 포크 장르에 속하는 노래이며, 가사에서는 아일리시가 남자친구와 전화로 헤어지고 있다는 내용을 담고 있다. 상업적으로는 미국의 미국 음반 산업 협회(RIAA)와 캐나다의 뮤직 캐나다(MC)에서 각각 골드를 인증 받았다. 그리고 2019년에 아일리시가 돌았던 투어인 《When We All Fall Asleep Tour》에 세트리스트로 수록되었다.

## 배경 및 작사 작곡
〈Party Favor〉는 2018년 4월 21일 레코드 스토어 데이에 캐나다의 래퍼 드레이크가 부른 노래 〈Hotline Bling〉의 커버를 B사이드에 수록한 채 《dont smile at me》의 7번째 싱글이자 마지막 싱글로 다크룸과 인터스코프 레코드를 통하여 분홍색 7인치 비닐을 발매하였다. 제목의 모든 글자는 소문자로 표기한다. 커버 버전은 앞서 언급한 레이블에서 2018년 6월 디지털 다운로드와 스트리밍을 위하여 발매되었다. 〈Party Favor〉는 아일리시와 오빠이자 이 곡의 유일한 프로듀서 겸 믹서인 피니어스 오코넬이 만들었다.
빌보드의 크리스틴 스프러치는 이 노래의 장르를 변덕스러움에 가까운 포크 음악이라고 묘사하였다. Musicnotes.com에 의하면 〈Party Favor〉는 다장조로 곡이 진행이 되며, 아일리시의 보컬의 음역대는 A3에서부터 A4까지 나타나고 있다. 그리고 이 곡은 EP 중에서 유일하게 아일리시가 우쿨렐레를 연주하는 노래이기도 하다. 가사에서는 노래가 시작되기 전 먼저 전화음이 울리고 한 남성이 "메시지를 남겨"(Hey, leave a message)라는 말을 하면서 노래가 나온다. 이후에는 아일리시가 자신에게 너무 소유욕이 강해진 남자를 떠나고 싶다고 설명하고, "Look, now I know, we coulda done it better/But we can't change the weather/When the weather's come and gone/Books don't make sense if you read 'em backwards/You'll single out the wrong words/Like you mishear all my songs."라며 자신의 인생에 이 남자를 지우는 갖가지 방법을 시도한다. 또한 아일리시는 애인에게 이제 끝났다고 경고를 한다. 중간쯤에는 "You just want what you can't have/No way/I'll call the cops/If you don't stop, I'll call your dad"라는 가사를 노래하면서 아일리시가 남자친구의 생일 날 떠나갔다는 것을 드러낸다. NME의 샘 무어는 아일리시가 커버인 〈Hotline Bling〉의 장르를 드레이크가 부른 원작가 비교하였을 때 섬세한 인디 팝의 노래라고 표현하였다.

## 반응
NME의 토마스 스미스는 "지금과 같이 가차 없고 음울한 제작은 원래 아일리시의 작품에 있던 것과는 거리가 멀지만, 여전히 거부할 수 없을 정도로 매력적이다."라고 평하였다. 인사이더의 클라우디아 윌렌은 '모든 빌리 아일리시의 노래 순위'라는 기사에서 노래의 순위를 29위로 선정하면서, "얼마나 무자비한 이별이 가능한지를 창의적이고도 잔인하게 묘사하였다."고 호평을 하였지만 "〈Watch〉나 〈Bitches Broken Hearts〉와 같이 아일리시의 다른 이별 노래와는 반복해서 듣기를 추천하지는 않는다."고 언급하였다. 스프러치는 〈Party Favor〉는 "초기 히트작인 〈Bellyache〉나 〈Ocean Eyes〉와 같이 들으면 쉽게 간과할 수 있다"고 말하지만, "아직도 많은 아일리시의 페르소나가 들어가 있다."고 이야기하였다. 상업적으로는 미국 음반 산업 협회(RIAA)와 뮤직 캐나다(MC)에서 각각 골드를 인증 받았다.

## 라이브 공연
2017년 11월, 아일리시와 피니어스는 〈Party Favor〉의 어쿠스틱 버전을 마호가니에서 공연하였다. 또한 아일리시가 2018년 북아메리카에서 진행하였던 투어인 《1 by 1 tour》에서도 공연하였다. 이듬해에는 《When We All Fall Asleep Tour》의 세트리스트에 노래가 수록되었다.

## 트랙 리스트
7인치 비닐
A. "Party Favor"
B. "Hotline Bling" (드레이크 커버)

## 크레딧
크레딧은 《dont smile at me》의 라이너 노트에서 발췌하였다.
- 빌리 아일리시 - 보컬, 송라이터, 우쿨렐레
- 피니어스 오코넬 - 프로듀서, 송라이터, 믹싱
- 존 그린햄 - 마스터링 엔지니어

## 차트

### 연말 차트
| 차트 (2019)    | 순위 |
| -------------- | ---- |
| 포르투갈 (AFP) | 1283 |

## 인증
| 국가                               | 인증 | 판매량/출하량 |
| ---------------------------------- | ---- | ------------- |
| 캐나다 (뮤직 캐나다)               | 골드 | 40,000        |
| 미국 (RIAA)                        | 골드 | 500,000       |
| 판매량+스트리밍을 기반으로 한 인증 |      |               |